# Sargent Shriver

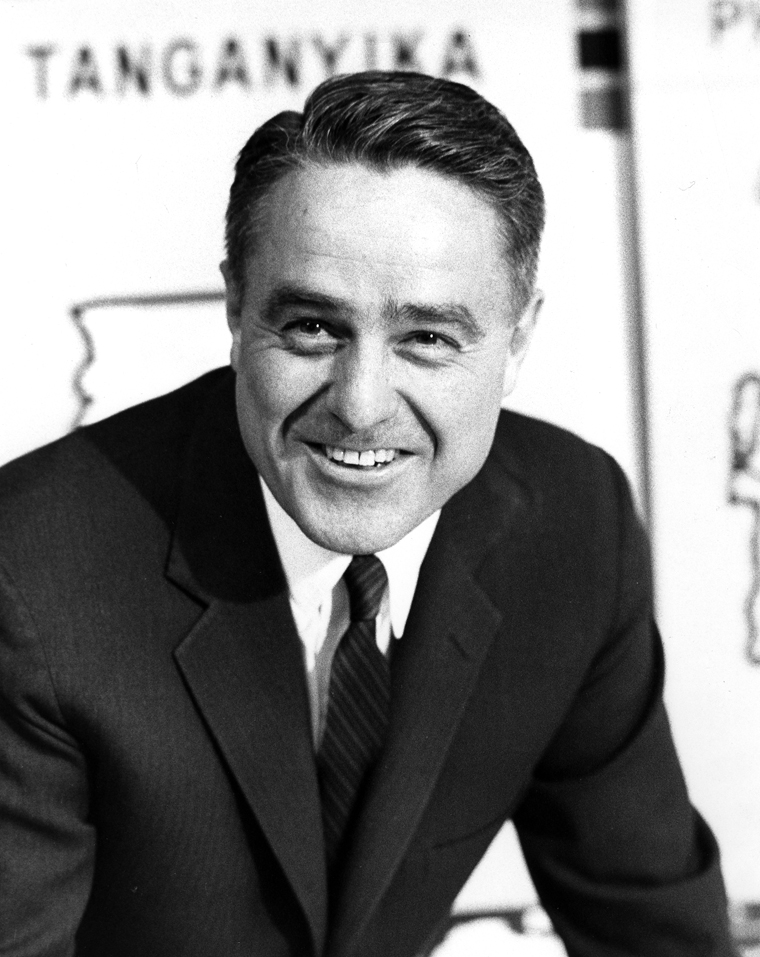
Sargent Shriver (1961)

Robert Sargent Shriver Jr. (* 9. November 1915 in Westminster, Carroll County, Maryland; † 18. Januar 2011 in Bethesda, Maryland) war ein amerikanischer Politiker (Demokratische Partei). Eng verbunden mit der Familie Kennedy, arbeitete er für die demokratischen Präsidenten John F. Kennedy und Lyndon B. Johnson vor allem als Organisator gesellschaftspolitischer Initiativen. Er war von der Gründung 1961 bis 1966 Direktor des Friedenscorps und von 1968 bis 1970 Botschafter in Paris. 1972 kandidierte er als Vizepräsident der USA.

## Familie, Ausbildung und Beruf
Shrivers Vorfahren stammten aus Deutschland, wo ihr Name Schreiber gewesen war, und wanderten 1721 in die damalige britische Kolonie Maryland aus; der Ahne David Shriver war 1776 einer der Unterzeichner der Verfassung von Maryland. Die katholische Familie gehörte der dortigen Elite an, ohne über Reichtum zu verfügen. Der Sohn des Bankiers Robert Shriver und seiner Ehefrau Hilda besuchte mit einem Stipendium die Canterbury School in New Milford (Connecticut) und verbrachte den Sommer 1934 mit dem Austauschprogramm Experiment in International Living in Deutschland. Im Herbst 1934 begann Shriver das Studium an der Yale University, wurde dort Chefredakteur der Zeitung Yale Daily News und machte 1938 seinen Abschluss. Anschließend bezog er die Yale Law School. Shriver war 1940 Mitgründer des America First Committee, das sich gegen einen Eintritt der USA in den Zweiten Weltkrieg wandte. Später revidierte er seine Ansicht und ließ sich für den Wehrdienst registrieren; nach dem Abschluss der Law School 1941 wurde er eingezogen und diente an verschiedenen Stellen in der United States Navy, darunter auf der South Dakota 1942 in der Schlacht bei den Santa-Cruz-Inseln und in der Seeschlacht von Guadalcanal; für seine Verwundung dort erhielt er das Purple Heart. 1943 ließ er sich zum U-Boot-Torpedooffizier ausbilden.

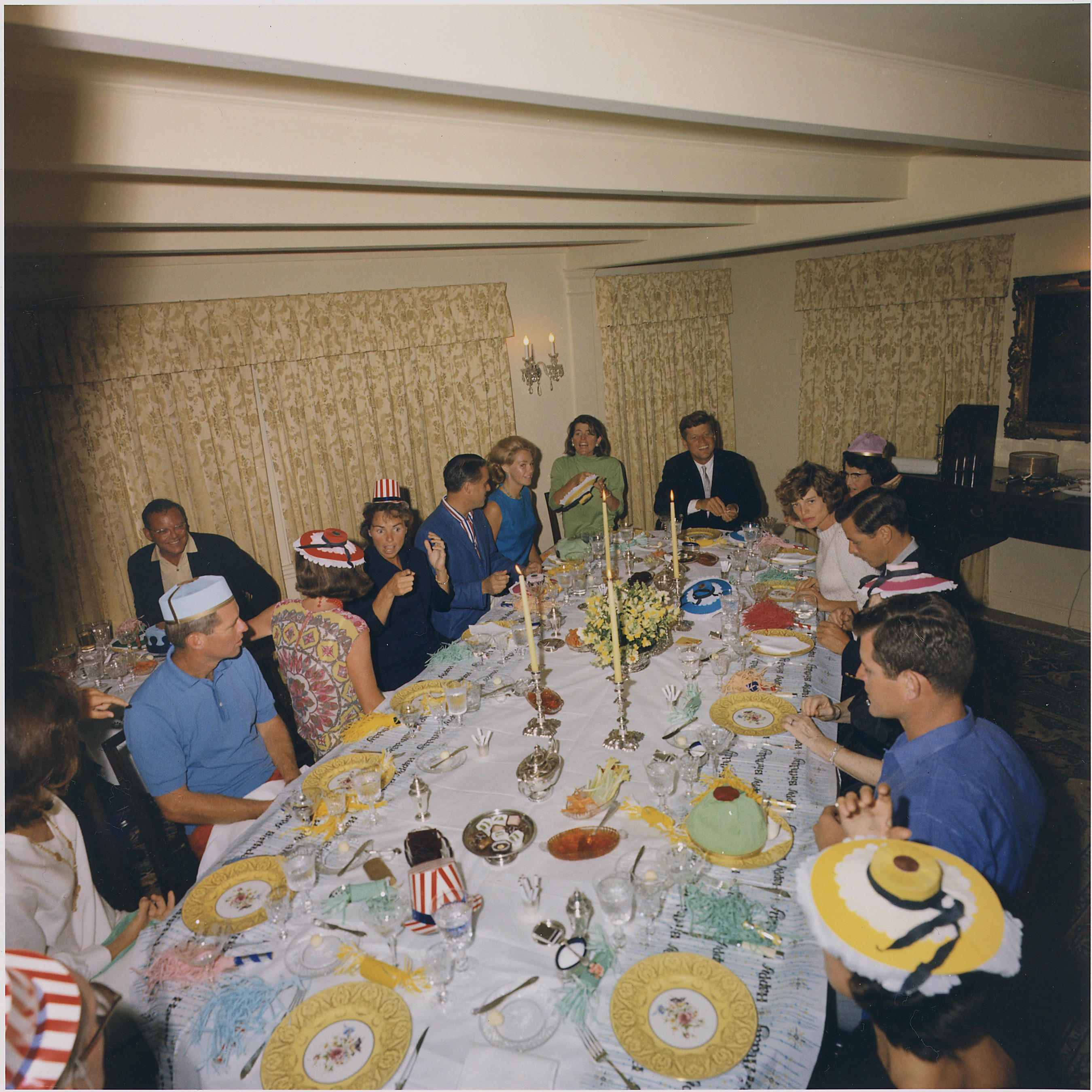
Shriver 1963 beim 75. Geburtstag Joseph P. Kennedys im Kreis der Familie in Hyannisport

Nach dem Ende des Zweiten Weltkriegs arbeitete er kurzzeitig als Rechtsanwalt für eine New Yorker Großkanzlei, wurde Journalist bei der Zeitschrift Newsweek und lernte Joseph P. Kennedy, den Vater der berühmten Politiker-Brüder, kennen, der ihn für seine Unternehmen zuerst in New York und ab 1947 in Chicago (als Manager des Merchandise Mart) arbeiten ließ. Shriver wurde Teil des Netzwerks der Familie Kennedy, zumal er die Tochter Eunice kennenlernte, mit der er soziale Projekte durchführte und die er am 23. Mai 1953 heiratete. Sie wurden von Francis Spellman in der St. Patrick’s Cathedral (New York) getraut. Das Ehepaar ließ sich in Chicago nieder; er engagierte sich dort für das Catholic Interracial Committee und das Chicago Board of Education. Sie hatten fünf Kinder, darunter die frühere Ehefrau Arnold Schwarzeneggers, Maria Shriver. Nach seiner politischen Karriere trat er 1971 als Partner in die Großkanzlei Fried & Frank ein, der er bis 1986 angehörte. Eunice Shriver gab den Impuls zur Gründung der Special Olympics, deren Präsident Sargent Shriver 1984 wurde. Von 1990 bis 2003 war er dort Vorstandsvorsitzender. Er war maßgeblich dafür verantwortlich, dass unter anderem die Staaten der ehemaligen Sowjetunion, China, Tunesien, Neuseeland sowie die osteuropäischen Staaten ihre Tore für Special Olympics öffneten und dieses so zu einer weltumspannenden Bewegung machten.

## Politische Laufbahn
Wie sein Biograph Scott Stossel schildert, war Shrivers Karriere durch seine enge Verbindung zur Familie Kennedy bestimmt: Er erhielt dadurch Zugang zu hohen Positionen, wurde zugleich aber in seinem Aufstieg beschränkt; so habe er auf die Kandidaturen als Gouverneur von Illinois 1960 und 1964 sowie als US-Vizepräsident 1968 verzichtet und sich mit altruistisch wirkenden Posten im politischen Hintergrund zufriedengegeben, um die Ambitionen der Kennedys nicht zu gefährden. Bei der Vorwahl der Demokraten für die Präsidentschaftswahl 1960 organisierte Shriver für seinen Schwager John F. Kennedy die Primarys in Wisconsin und West Virginia. Nach Kennedys Wahlsieg leitete Shriver während des Präsidentschaftsübergangs das Gremium, das Personal für Führungspositionen der neuen Regierung suchte.

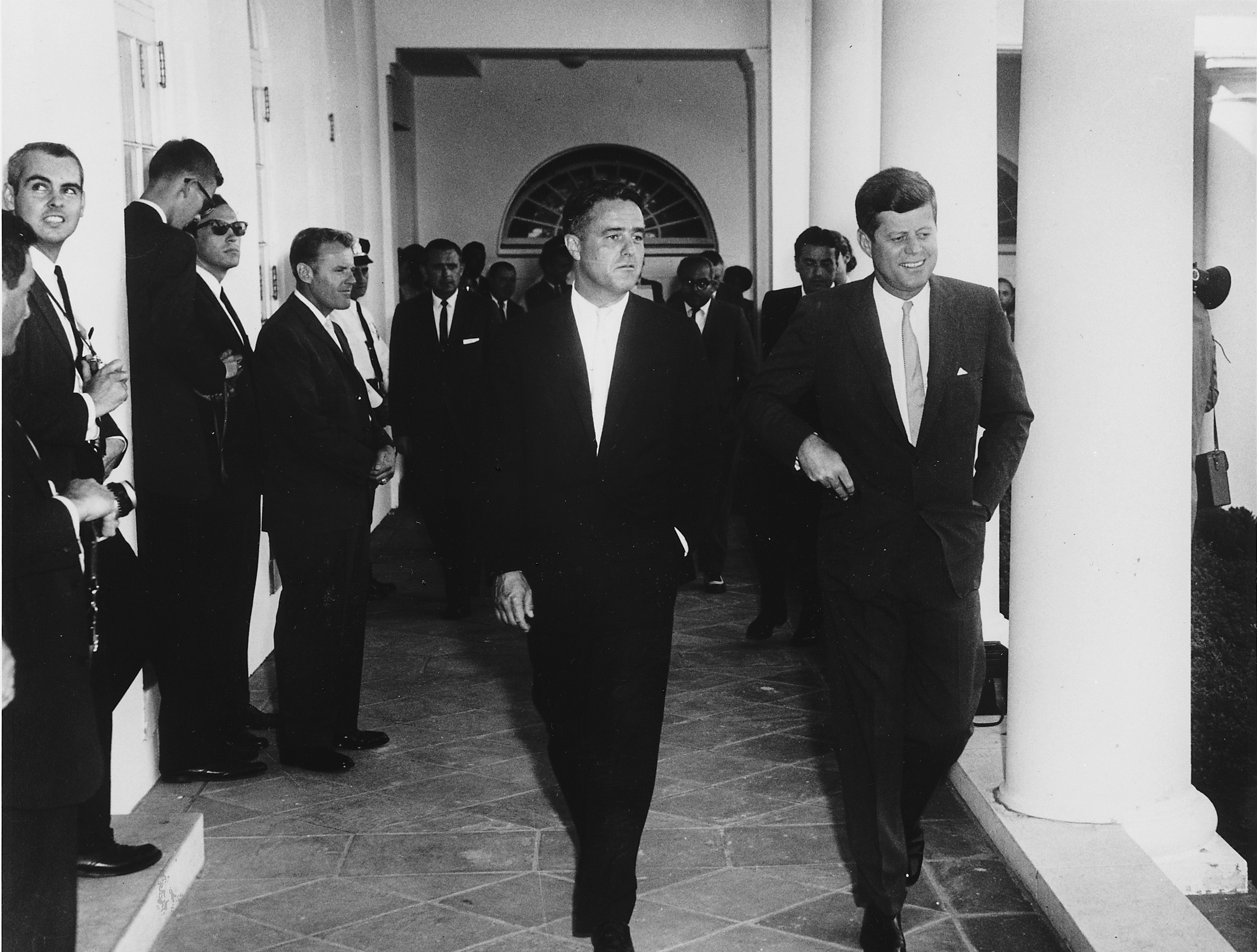
Shriver mit Präsident John F. Kennedy im August 1961 bei der Begrüßung von Friedenscorps-Freiwilligen

Von 1961 bis 1966 war er der erste Direktor des von Präsident Kennedy eingerichteten Friedenscorps. Shriver setzte sich für einen Ausbau des Sozialstaates ein. In der Regierung des Präsidenten Lyndon B. Johnson war er einer der Architekten des großangelegten War on Poverty (Teil der Great-Society-Agenda). Als erster Direktor des Office of Economic Opportunity (1964–1968) war Shriver insbesondere für die Entwicklung des Job Corps (nach dem Vorbild des Civilian Conservation Corps) und des Head-Start-Programms verantwortlich. 1967 gründete er das bis heute bestehende Sargent Shriver National Center on Poverty Law in Chicago, das Armen Zugang zum Justizsystem verschaffen soll.

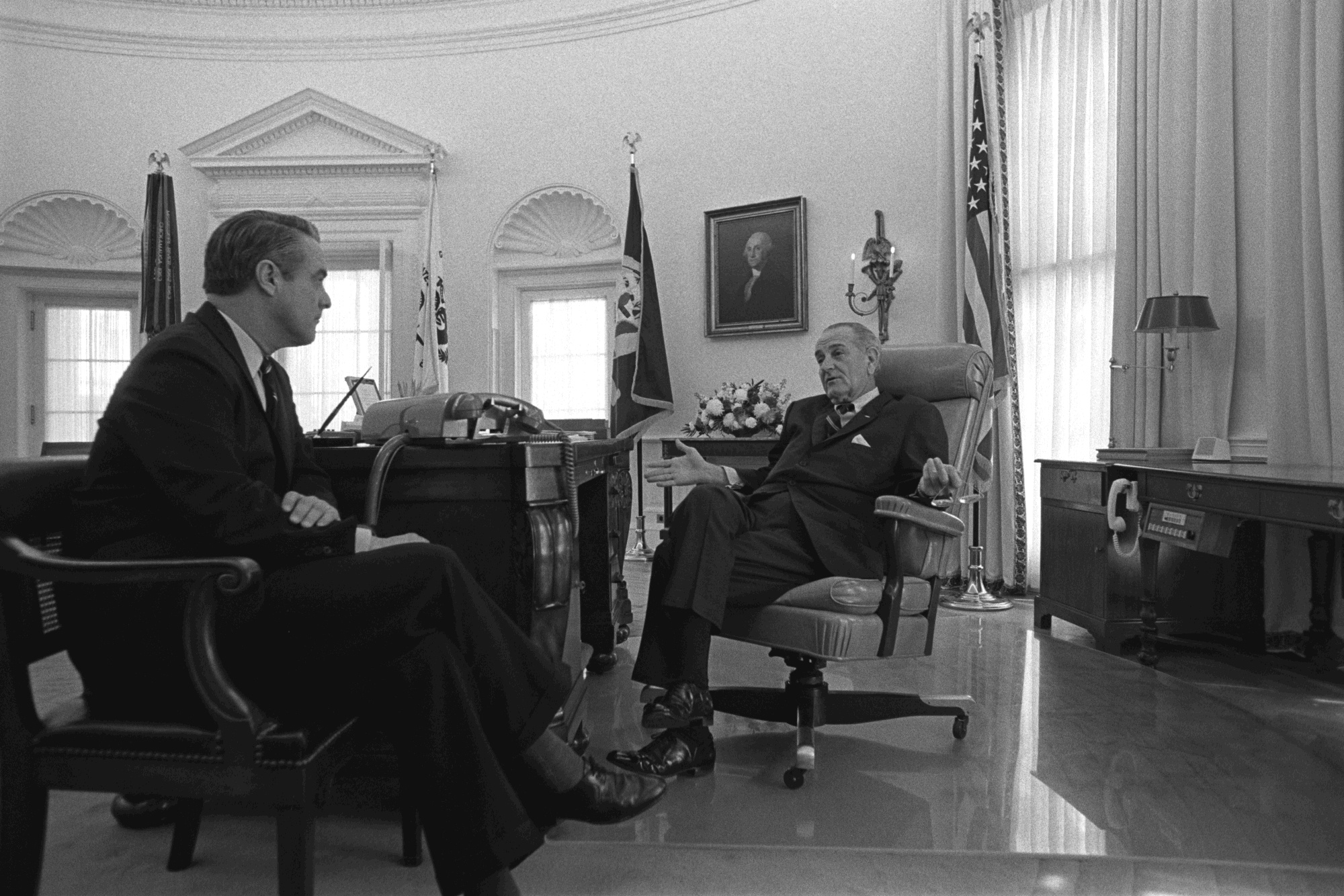
Shriver 1968 mit Präsident Lyndon B. Johnson im Oval Office

Von 1968 bis 1970 war Shriver US-Botschafter in Frankreich. Die Beziehungen zwischen den Ländern waren unter anderem durch Charles de Gaulles Entscheidung von 1966, Frankreich militärisch aus dem westlichen Verteidigungsbündnis NATO zurückzuziehen, belastet; Shrivers diplomatischer Arbeit inmitten von Generalstreiks und den Unruhen des Pariser Mai wird eine Entspannung und die Rückkehr zu einer tragfähigen Arbeitsbeziehung zugeschrieben. In dieser Zeit erwog er Kandidaturen für verschiedene politische Ämter und gründete bei seiner Rückkehr in die USA 1970 die Organisation Congressional Leadership for the Future, die abseits der Parteiorganisation demokratischen Kongresskandidaten für die Halbzeitwahlen 1970 bundesweit Unterstützung gewährte; Shriver hielt in allen Teilen des Landes Auftritte ab.
Bei der Präsidentschaftswahl 1972 war er der Kandidat der Demokraten für die Vizepräsidentschaft als Running Mate des Präsidentschaftskandidaten George McGovern. Dabei fiel die Wahl erst auf ihn, nachdem der ursprüngliche Kandidat, der Senator Thomas Eagleton aus Missouri, seine Bewerbung hatte zurückziehen müssen. Es war bekannt geworden, dass sich Eagleton wegen Depressionen einer Elektroschocktherapie unterzogen hatte. Shriver wurde in Betracht gezogen, nachdem bereits sechs prominente demokratische Politiker abgelehnt hatten. Bei der Wahl mussten McGovern und Shriver mit 37,5 Prozent der Stimmen eine der deutlichsten Niederlagen in der US-Geschichte hinnehmen. Der republikanische Amtsinhaber Richard Nixon wurde mit großer Mehrheit bestätigt.
Bei der Wahl 1976 versuchte Shriver selbst Präsidentschaftskandidat der Demokraten zu werden und setzte auf eine ethische Erneuerung der politischen Kultur nach dem Watergate-Skandal, scheiterte jedoch bereits in den Vorwahlen. Zweistellige Ergebnisse erzielte er lediglich bei den Primarys in Vermont (28 Prozent) und Illinois (16 Prozent); in beiden Staaten belegte der später nominierte und auch bei der Wahl siegreiche Jimmy Carter jeweils den ersten Platz. Daraufhin zog sich Shriver, der nie in ein Amt oder Mandat gewählt worden war, aus der aktiven Politik zurück.

## Politische Positionen

Shriver 1961 mit Eleanor Roosevelt und Hubert Humphrey in der Fernsehsendung Prospects of Mankind

Shriver setzte sich für einen Ausbau des Sozialstaates und für ökonomisch und sozial Marginalisierte ein. Der in gesellschaftspolitischen Fragen zumeist linksliberal eingestellte Katholik trat jedoch – zusammen mit seiner Frau und anders als ihr Bruder Ted Kennedy – gegen Abtreibungen ein (Pro-Life).

## Auszeichnungen und Rezeption
Im Jahr 1966 erhielt Shriver den Pacem in Terris Award, einen vom Bistum Davenport verliehenen Friedenspreis. 1993 wurden die Eheleute Shriver mit der Auszeichnung Freiheit von Not des Franklin and Eleanor Roosevelt Institute ausgezeichnet. Im Dezember des Jahres gründete die University of Maryland, Baltimore County zu Ehren der Eheleute Shriver das Shriver Center, das sich für die Verbesserung der Bildung in urbanen Zentren der USA einsetzt. Am 8. August 1994 überreichte US-Präsident Bill Clinton Shriver die Presidential Medal of Freedom, die höchste zivile Auszeichnung in den USA. Diese Auszeichnung hatte seine Frau 1984 durch Ronald Reagan erhalten; sie sind das einzige Ehepaar, bei dem beide Partner jeweils individuell die Medaille erhalten haben. Shrivers fünf Kinder gründeten das Sargent Shriver Peace Institute, das seine gesellschafts- und außenpolitischen Initiativen würdigen und weiterhin fördern soll.
Der Atlantic-Journalist Scott Stossel schrieb 2004 eine Biographie über Shriver, die nach Shrivers Tod 2011 neu aufgelegt wurde. Die Tochter Maria Shriver brachte 2004 das Kinderbuch What’s Happening to Grandpa? heraus, in dem sie die Alzheimer-Krankheit ihres Vaters aufgriff und das 2009 zur Vorlage für eine HBO-Fernsehserie über die Krankheit wurde. Am 21. Januar 2008 wurde auf PBS die Dokumentation „American Idealist“ ausgestrahlt, die Shrivers Lebenswerk nachzeichnet. 2012 veröffentlichte der Sohn Mark seine Erinnerungen an den Vater unter dem Titel A Good Man.
Während der 1960er Jahre wurde Shriver von vielen politischen Beobachtern wegen seines Engagements für einen freiwilligen Dienst an der Gesellschaft belächelt und in dieser spannungsreichen Zeit des Vietnamkriegs, des Höhepunkts der Systemkonfrontation des Kalten Krieges und gewalttätiger Auseinandersetzungen im Zuge der Bürgerrechtsbewegung als „quijottisch“ bezeichnet. Sein Biograph Scott Stossel hat Shriver als eine der am meisten unterschätzten politischen Figuren des 20. Jahrhunderts bezeichnet. Shrivers Wirken wurde im Nachruf der New York Times als eine der bleibenden Spuren des Idealismus der Kennedy-Zeit gewürdigt. Präsident Barack Obama bezeichnete ihn aus Anlass seines Todes als „Verkörperung der Idee des Public service“.
Shrivers Nachlass befindet sich in der John F. Kennedy Library in Boston.